# Método de Gauss-Seidel
O método de Gauss-Seidel é um método iterativo para resolução de sistemas de equações lineares. O seu nome é uma homenagem aos matemáticos alemães Carl Friedrich Gauss e Philipp Ludwig von Seidel. É semelhante ao método de Jacobi (e como tal, obedece ao mesmo critério de convergência). É condição suficiente de convergência que a matriz seja estritamente diagonal dominante, i. e., fica garantida a convergência da sucessão de valores gerados  para a solução exacta do sistema linear.
Procuramos a solução do conjunto de equações lineares, expressadas em termos de matriz como
A iteração Gauss-Seidel é
{\displaystyle x^{(k+1)}=\left({D+L}\right)^{-1}\left({-Ux^{(k)}+b}\right),}
onde {\displaystyle A=D+L+U}; as matrizes {\displaystyle D}, {\displaystyle L}, e {\displaystyle U} representam respectivamente os coeficientes da matriz {\displaystyle A}: a diagonal, triangular estritamente inferior, e triangular estritamente superior; e {\displaystyle k} é o contador da iteração. Esta expressão matricial é utilizada principalmente para analisar o método. Quando implementada, Gauss-Seidel, uma aproximação explícita de entrada por entrada é utilizada:
{\displaystyle x_{i}^{(k+1)}={\frac {1}{a_{ii}}}\left(b_{i}-\sum _{j<i}a_{ij}x_{j}^{(k+1)}-\sum _{j>i}a_{ij}x_{j}^{(k)}\right),\,i=1,2,\ldots ,n.}
Diferenciando-se do método de Gauss-Jacob:
{\displaystyle x_{i}^{(k+1)}={\frac {1}{a_{ii}}}\left(b_{i}-\sum _{j=1,j\neq i}^{n}a_{ij}x_{j}^{(k)}\right),\,i=1,2,\ldots ,n}
Sendo que o método de Gauss-Seidel apresenta convergência mais rápida que este último.
Note que o cálculo de {\displaystyle x_{i}^{(k+1)}} utiliza apenas os elementos de  {\displaystyle x^{(k+1)}\,} que já havia sido calculada e apenas aqueles elementos de  {\displaystyle x^{(k)}\,} já haviam avançado para a iteração {\displaystyle k+1}. Isto significa que nenhum armazenamento adicional é necessário, e que computacionalmente pode ser substituído ({\displaystyle x^{(k)}\,} por {\displaystyle x^{(k+1)}\,}). A iteração geralmente continua até que a solução esteja dentro da tolerância especificada.

## Pseudocódigo
O pseudocódigo a seguir descreve um algoritmo baseado no método de Gauss-Seidel. As variáveis de entrada são: a matriz de coeficientes {\displaystyle A}, o vetor dos termos constantes {\displaystyle b}, a tolerância {\displaystyle TOL} para o critério de parada e o número máximo de iterações. A saída é a aproximação calculada da solução de {\displaystyle Ax=b} ou mensagem de que o critério de parada não foi satisfeito.
```
escolher uma aproximação inicial 
xo
 = (
xo
1
, …, 
xo
n
)
faça k = 1.
enquanto k <= N faça:
  para 
i
 := (1, …, 
n
):
    
σ
 = 0.
    para 
j
 := (1, …, 
i
-1):
      
σ
 = 
σ
 + 
a
ij
 * 
x
j

    fim para.
    para 
j
 := (
i
+1, …, 
n
):
      
σ
 = 
σ
 + 
a
ij
 * 
xo
j

    fim para.
    
x
i
 = (
b
i
 - 
σ
) / 
a
ii

  fim para.
  se ||x-xo|| <= TOL então:
    retorna x.
  fim se
  xo = x.
  k = k+1.
fim enquanto.
imprime mensagem "Número máximo de iterações excedido."
```

### Javascript
Abaixo é apresentado a resolução utilizando a linguagem JavaScript.
```
function
 
norm
(
Matrix
)
 
{

    
//Requer implementação ou inclusão de bibliotecas de terceiros

}

/*

* A = Matriz

* b = Resultado da matriz

*/

function
 
gaussSeidel
(
A
,
 
b
)
 
{

	
var
 
X
 
=
 
new
 
Array
();

	
var
 
x
 
=
 
new
 
Array
();

	
for
 
(
var
 
k
 
=
 
0
;
 
k
 
<
 
b
.
length
;
 
k
++
)

	
{

		
X
[
k
]
 
=
 
0
;
 
//Math.floor((Math.random() * 10000) + 1);

	
}

	
var
 
E
 
=
 
0.00001
;
 
//precisao, tolerância

	
var
 
m
 
=
 
1000
;
 
//número máximo de iterações

	
var
 
ni
 
=
 
0
;
 
//contador de iterações

	
var
 
continuar
 
=
 
true
;

	
while
 
(
continuar
 
&&
 
ni
 
<
 
m
)
 
{

	    
for
 
(
var
 
i
=
0
;
 
i
 
<
 
b
.
length
;
 
i
++
)
 
{

	        
soma
 
=
 
0
;

	        
for
 
(
var
 
j
 
=
 
0
;
 
j
 
<
 
i
;
 
j
++
)
 
{

                	
soma
 
=
 
soma
 
+
 
A
[
i
][
j
]
 
*
 
x
[
j
];

	        
}

	        
for
 
(
var
 
j
 
=
 
i
 
+
 
1
;
 
j
 
<
 
b
.
length
;
 
j
++
)
 
{

                	
soma
 
=
 
soma
 
+
 
A
[
i
][
j
]
 
*
 
X
[
j
];

	        
}

		
x
[
i
]
 
=
 
(
b
[
i
]
 
-
 
soma
)
 
/
 
A
[
i
][
i
];

	    
}

	    
// se | x - xo | < Tolerância

	    
if
 
(
Math
.
abs
(
math
.
norm
(
x
)
 
-
 
math
.
norm
(
X
))
 
<
 
E
)
 
{

	        
continuar
 
=
 
false
;

	    
}
 
else
 
{

	        
X
=
x
.
slice
(
0
);

	    
}

	    
ni
 
=
 
ni
 
+
 
1
;

	
}

	
return
 
x
;

}

```

## Exemplo
Utilizando a equação dois, vamos calcular uma iteração da matriz, sendo que a análise da convergência é dada pela diagonal dominante, ou seja, o a soma dos módulos de todos os elementos em que i difere de j de uma dada linha tem que ser menor do que o módulo do elemento em que i é igual a j nesta mesma linha. Verificado isso, parte-se para a próxima etapa:
Matriz:
{\displaystyle \,\!\left\{{\begin{matrix}4x_{1}-x_{2}-x_{3}=-1\\-x_{1}+4x_{2}-x_{3}-x_{4}=2\\-x_{1}-x_{2}+4x_{3}-x_{4}-x_{5}=6\\-x_{2}-x_{3}+4x_{4}-x_{5}=2\\-x_{3}-x_{4}+4x_{5}=-1\end{matrix}}\right.}
Em que bi é igual:
{\displaystyle b_{i}={\begin{pmatrix}-1\\2\\6\\2\\-1\\\end{pmatrix}}}
Usando a equação:       {\displaystyle x_{i}^{(k+1)}=\sum _{j=1,j\neq i}^{n}{\frac {a_{ij}}{a_{ii}}}+x_{j}^{(k)}+{\frac {b_{i}}{a_{ii}}},\,i=1,2,\ldots ,n}
Obtemos o sistema :
{\displaystyle \,\!\left\{{\begin{matrix}x^{(k+1)}=-{\frac {1}{4}}+0.25x_{2}^{(k)}+0.25x_{3}^{(k)}\\\\x^{(k+1)}={\frac {1}{2}}+0.25x_{1}^{(k)}+0.25x_{3}^{(k)}+0.25x_{4}^{(k)}\\\\x^{(k+1)}={\frac {3}{2}}+0.25x_{1}^{(k)}+0.25x_{2}^{(k)}+0.25x_{4}^{(k)}+0.25x_{5}^{(k)}\\\\x^{(k+1)}={\frac {1}{2}}+0.25x_{2}^{(k)}+0.25x_{3}^{(k)}+0.25x_{5}^{(k)}\\\\x^{(k+1)}=-{\frac {1}{4}}+0.25x_{3}^{(k)}+0.25x_{4}^{(k)}\end{matrix}}\right.}
Utilizando a pressuposição inicial de vetor nulo:
{\displaystyle x^{(0)}={\begin{pmatrix}0\\0\\0\\0\\0\\\end{pmatrix}}}
É necessário notar que, ao fazer as iterações, o x que recebe o valor é substituido e jogado na equação de baixo. Por exemplo:
{\displaystyle x^{(1)}=-{\frac {1}{4}}+0.25x_{2}^{(k)}+0.25x_{3}^{(k)}}
Resulta em:
{\displaystyle x^{(1)}=-{\frac {1}{4}}+0.25*0+0.25*0}
Que resulta em:
{\displaystyle x^{(1)}=-0.25}
Como esse é jogado na equação seguinte, no caso x2:
{\displaystyle x^{(2)}={\frac {1}{2}}+0.25x_{1}^{(k)}+0.25x_{3}^{(k-1)}+0.25x_{4}^{(k-1)}}
Após a substituição essa ficará assim:
{\displaystyle x^{(2)}={\frac {1}{2}}+0.25*(-0.25)+0.25*0+0.25*0}
Ou seja, somente o valor de x1 está definido, pois uma iteração já havia sido feita, o resto dos x's assumem seu valor inicial, no caso, zero.
Por fim, após uma iteração temos:
{\displaystyle \,\!\left\{{\begin{matrix}x_{1}^{(1)}=-0.25\\\\x_{2}^{(1)}=0.4375\\\\x_{3}^{(1)}=1.546875\\\\x_{4}^{(1)}=0.99609375\\\\x_{5}^{(1)}=0.3857421875\end{matrix}}\right.}

## Calculando o Erro
O cálculo do erro consiste em se pegar a maior diferença entre as raízes da iteração k-1 e k, e dividi-las por o valor de x máximo da iteração atual;
{\displaystyle erro^{(k)}={\frac {\max \left|x_{i}^{(k)}-x_{i}^{(k-1)}\right|}{\displaystyle \max _{1\leq i\leq n}\left|x_{i}^{(k)}\right|}}}
Diferenças:
{\displaystyle \,\!\left\{{\begin{matrix}|x_{1}^{(1)}-x_{1}^{(0)}|=|-0.25-0|=0.25\\\\|x_{2}^{(1)}-x_{2}^{(0)}|=0.4375\\\\|x_{3}^{(1)}-x_{3}^{(0)}|=1.546875\\\\|x_{4}^{(1)}-x_{4}^{(0)}|=0.99609375\\\\|x_{5}^{(1)}-x_{5}^{(0)}|=0.3857421875\end{matrix}}\right.}
Erro da primeira iteração:
{\displaystyle MR^{(1)}={\frac {1.546875}{1.546875}}=1}